# Ordacsehi
Ordacsehi é um município da Hungria, situado no condado de Somogy. Tem 22,56 km² de área e sua população em 2019 foi estimada em 766 habitantes.